# نادي أياكوتشو
نادي أياكوتشو هو نادي كرة قدم بيروفي أٌسس عام 1972. يلعب النادي في الدوري البيروفي لكرة القدم.